# Chester Thompson
Chester Cortez Thompson (født 11. december 1948 i Baltimore, Maryland USA) er en amerikansk rock, funk og jazztrommeslager. 
Thompson er nok mest kendt fra gruppen Genesis, men har også spillet med Frank Zappa & The Mothers. Han er en del af musikprojekter Era.
Han var også kort tid medlem af fusionsgruppen Weather Report, hvor han medvirkede på LP'en Black Market. 